# Comunicações do Brasil
A comunicação no Brasil é plural em seus meios abrangendo rádio, televisão, jornais e revistas impressos além de sites e portais na internet, a informação chega ao público muito rapidamente, há liberdade de expressão tendo os mais variados pontos de vista quanto a acontecimentos nacionais e internacionais.
A televisão aberta tem um alcance muito grande para com a população em geral, tanto com canais públicos como privados. Grupos de comunicação também oferecem canais de televisão fechados chamados TV a cabo. Houve a mudança do sinal analógico para o digital a nível nacional.
O YouTube se tornou uma ferramenta de entretenimento e pesquisa muito popular
No segmento jornais e revistas há uma mudança de no comportamento do leitor diminuindo as tiragens e até mesmo extinguindo publicações, por estar perdendo espaço a noticias propagadas por redes sociais e meios digitais.
Quanto a formas de comunicação como telefonia, os serviços têm sido ampliados tanto com dados em Smartphone como em ligações, nos últimos 20 anos linhas telefônicas fixas, móveis e cabos de dados se tornaram mais comuns, populares e acessíveis aos grandes centros populacionais. Apesar da popularidade ainda se pode considerar que são caros e o serviço ainda apresenta limitações de qualidade.
Livros tem publicados e comprados também com aumento em relação a períodos anteriores. Mesmo com o aumento da venda de exemplares, as livrarias tem diminuindo em quantidade e pontos de venda sofrendo com a retração de mercado.

## Telecomunicação
Dados:

Mapa do Brasil por código DDD

- Estações de rádio: AM–1.551; FM–2.620; ondas curtas:134.
- Rádios (aparelhos): 71 milhões (1997) (87,8% dos domicílios brasileiros possuem aparelhos de rádio).
- Estações de televisão: 269 (mais 5 704 repetidoras) (23 de junho de 2003).
- Televisores (aparelhos): 90,3% das casas possuem aparelhos televisores.
- Telefones fixos: 39 milhões (2005).
- Telefones celulares: 85 milhões (2005); 96 milhões (2006); 200 milhões (2010).

A internet no Brasil é considerada uma das mais caras do mundo, em termos de relação custo por mbit, podendo ser quase 400 vezes mais cara quando comparado aos países onde o custo é o menor do mundo.
- Domicílios com computador com acesso a internet: 12,2% - 6,3 milhões de domicílios – 21,6 milhões de pessoas (PNAD 2004).
- Número de computadores: 60 milhões (2008)[3] (1 computador para cada 3 habitantes).

## Imprensa

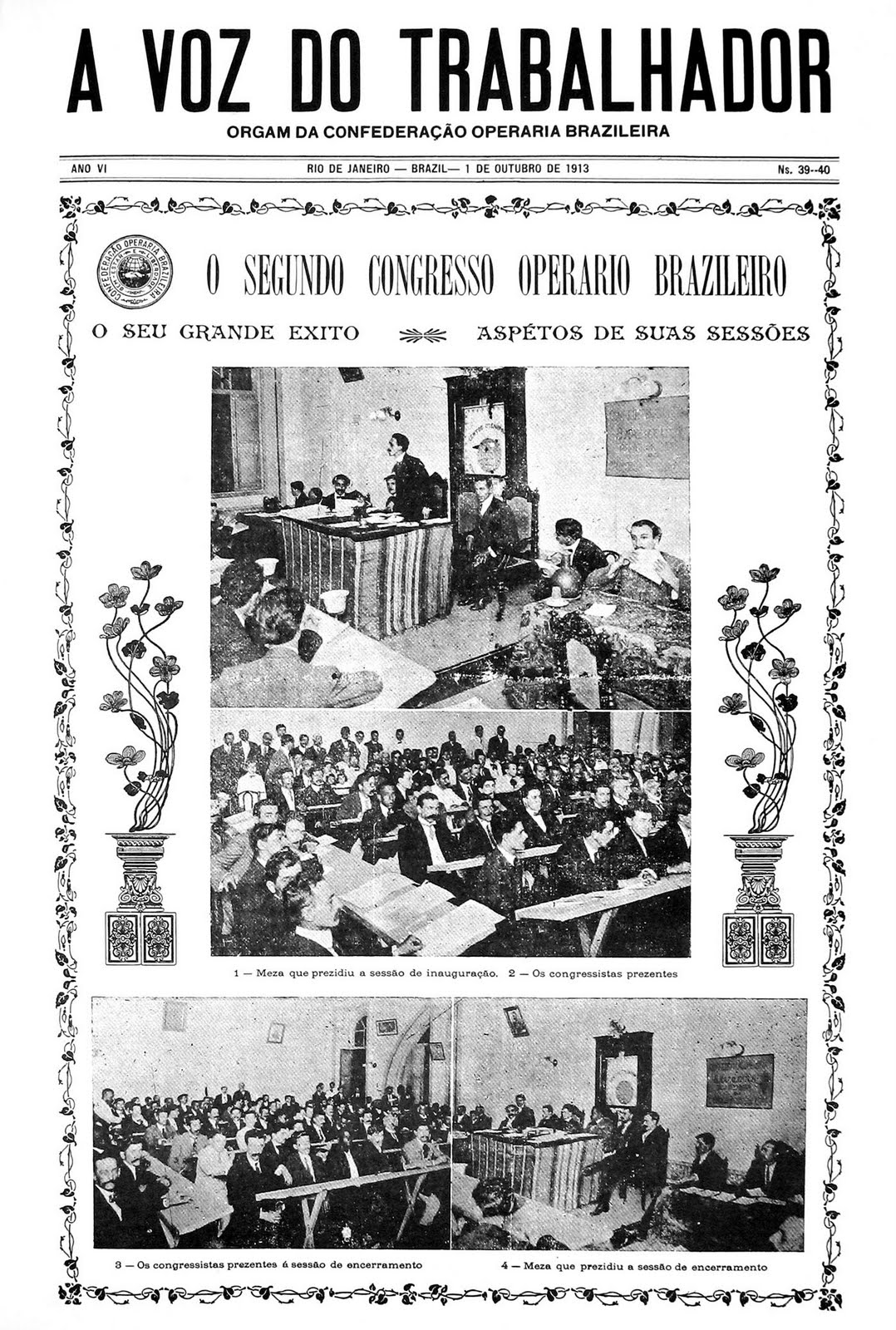
Capa do jornal A Voz do Trabalhador em 2013

- Imprensa é a designação coletiva dos veículos de comunicação que exercem o jornalismo e outras funções de comunicação.
- Jornais
- Editoras

## Censura
A censura no Brasil ocorreu por praticamente todo o período posterior à colonização do país, seja ela cultural, seja ela política. De certa maneira, mas sob um aspecto diferenciado, o Brasil ainda possui formas de censura desde a redemocratização. A censura (do latim censura) e aprovação ou desaprovação prévia de circulação de informações, visando á proteção dos interesses de um Estado ou um grupo de poder. A Censura criminaliza certas ações de comunicação ou até a tentativa de exercer essa comunicação. Consiste em qualquer tentativa de inibir a circulação de informação, opiniões, e até formas de expressão, etc.

## Coronelismo eletrônico
As comunicações brasileiras são marcadas pelo sistema de "coronelismo eletrônico", categoria que remete ao coronelismo e transporta-o à realidade da transição econômica e tecnológica do fim do século XX, mas também da transição política brasileira da Ditadura Militar para a Nova República. Pela categoria de coronelismo eletrônico, há a intermediação de uma rede de relações entre instâncias locais e nacionais de forma clientelista, na qual o coronel angaria verbas públicas de publicidade governamental, aproveita da instalação de retransmissoras por Prefeituras Municipais, bem como da audiência e custos reduzidos com a afiliação a um grande grupo midiático nacional e oferece capilaridade de uma difusora ou rede regional e apoio político (midiático e governamental) à mesma.
Essa atuação é fruto de sua incapacidade em atender a lógica de mercado e competir com conteúdo qualificado e/ou distribuição eficaz. Essa precariedade econômica se dá no contexto de serviços ofertados por meio de novas tecnologias da informação e de comunicação e a reciprocidade de favores, na sociedade da informação. Ademais, o coronel não é necessariamente o radiodifusor, mas a figura que consegue atuar na chefia política, na coerção e arbitragem social; tampouco o coronelismo é idêntico ao mandonismo, clientelismo ou patrimonialismo. Trata-se ainda de uma estratégia de conservação de elite política, com domínio sobre espaços de debate público e controle do acesso à informação pelo eleitorado, como também promoção de imagens positivas de seus integrantes e aliados e ataque a adversários. Por consequência, isso compromete o exercício da cidadania e fragiliza a democracia.
Com o surgimento do chamado de "coronelismo eletrônico de novo tipo", observa-se uma transformação na dinâmica das comunicações comunitárias no Brasil, especialmente na propriedade e controle de rádios comunitárias. Essas rádios, que deveriam servir como plataformas de expressão para comunidades locais, frequentemente são apropriadas por políticos profissionais que as utilizam como ferramentas de fortalecimento de suas bases eleitorais. Em vez de promover uma verdadeira diversidade de vozes, muitas dessas rádios tornam-se extensões do clientelismo político, onde a concessão de outorgas ocorre de forma pouco transparente e com critérios politizados, frequentemente privilegiando aliados políticos e limitando o acesso de grupos que não fazem parte das redes de apoio local. Esse tipo de coronelismo eletrônico representa uma nova estratégia de concentração de poder midiático, que utiliza a legalidade da outorga como meio de instrumentalizar a radiodifusão em prol de interesses particulares e de perpetuação de elites locais, comprometendo o caráter democrático e participativo que essas concessões deveriam promover.

## Concentração de propriedade da mídia
No Brasil, a concentração da propriedade da mídia se manifestou muito cedo. A este respeito, o Dr. Venício A. de Lima observou em 2003:
"Deve-se notar que no Brasil há um ambiente muito propício para a concentração. A legislação setorial tem sido historicamente tímida, por vontade expressa do legislador, ao não incluir disposições diretas que limitem ou controlem a concentração da propriedade, que, aliás, vai na direção oposta do que acontece em países como a França, Itália e Reino Unido, que estão preocupados com a pluralidade e a diversidade no novo cenário de convergência tecnológica (Lobato, Folha de S. Paulo, 2001/10/14)".
Lima também aponta para outros fatores que tornam mais fácil a concentração midiática, em particular na radiodifusão: a falta de normas legais que limitam a participação de um mesmo grupo econômico em vários organismos de radiodifusão; um curto período (cinco anos) para as concessões de revenda de radiodifusão, facilitando a concentração pelos grandes grupos de mídia através da compra de estações independentes, e há restrições para a formação de redes nacionais de radiodifusão. Ele cita exemplos de concentrações horizontal, vertical, cruzado e "em cruz" (peculiaridades da mídia brasileira).
Concentração horizontal: oligopólio ou monopólio produzido dentro de uma área ou indústria; a televisão (paga ou gratuita) é o modelo clássico brasileiro. Em 2002, as empresas Sky e NET dominavam 61% do mercado brasileiro de televisão por assinatura. No mesmo ano, 58,37% de todos os orçamentos de publicidade foram investidos na TV. Neste aspecto, a Rede Globo e suas afiliadas receberam 78% do valor.
Concentração vertical: integração das diferentes fases de produção e distribuição, eliminando o trabalho de produtores independentes. No Brasil, ao contrário dos Estados Unidos, é comum para uma rede de TV produzir, anunciar, comercializar e distribuir a maior parte de sua programação. Rede Globo é conhecida por suas telenovelas exportadas para dezenas de países; ele mantém sob contrato permanente os atores, autores e toda a equipa de produção. O produto final é transmitido por uma rede de jornais, revistas, emissoras de rádio e sites de propriedade do Grupo Globo.
Propriedade cruzada: a propriedade de diferentes tipos de mídia (TV, jornais, revistas, etc.) por parte do mesmo grupo. Inicialmente, o fenômeno ocorreu em mídias de rádio, televisão e de impressão, com destaque para o grupo dos Diários Associados. Numa fase posterior surgiu o Grupo RBS (afiliada da Rede Globo), com operações nos mercados do Rio Grande do Sul e Santa Catarina. Além de ser o proprietário de emissoras de rádio e televisão, e dos principais jornais locais, tem dois portais de Internet. As opiniões dos seus comentaristas são assim replicadas por um sistema de multimídia que torna-se extremamente fácil espalhar o ponto de vista defendido pelo grupo.
Monopólio "em cruz": a reprodução em nível local das particularidades da propriedade cruzada. Uma pesquisa realizada no início de 1990 detectou a presença desta singularidade em 18 dos 26 estados brasileiros. Manifesta-se pela presença de um canal de televisão com um grande público, muitas vezes ligada à Rede Globo e pela existência de dois jornais diários, em que aquele com a maior circulação está ligado ao principal canal de televisão e de uma rede de estações de rádio, que quase sempre se reproduz artigos e da linha editorial do jornal "O Globo". Em 2002, uma outra pesquisa (que não incluiu TV por assinatura), encontrou a presença do "monopólio em cruz" em 13 grandes mercados no Brasil.
No primeiro semestre de 2013 o Jornalismo B que diz ser uma "mídia contra-hegemônica" republicou uma notícia do Coletiva.Net sobre a decisão da Rede Globo de proibir seus veículos de citarem nomes de redes sociais. O Jornalismo B comentou sobre o assunto e os conglomerados de mídia em geral:
No início do mesmo ano foi publicado por Pedro Rafael um artigo no Brasil de Fato dizendo que a "Rede Globo tem medo da internet". Segundo Pedro Rafael "já faz um tempo que a liberdade de expressão na internet tem incomodado os maiores conglomerados de mídia do país."

## Mídia independente
No Brasil, a Agência Pública mapeia e possui uma lista dos veículos de mídia independente do Brasil. O primeiro levantamento feito com diversos veículos do Brasil, foi publicado em novembro de 2016.
A conscientização da população brasileira sobre a importância da democratização das comunicações no país, concentrada basicamente em 10 veículos de comunicação até 2013, levou à criação da Campanha Para Expressar a Liberdade. Lançada em 27 de agosto de 2012, a campanha tem, por objetivo, mobilizar o Brasil para alterar a lei de Comunicação, de maneira a promover a pluralidade da imprensa.
Para tal, lançou, em 1º de maio de 2013, o projeto de lei de iniciativa popular para a democratização das comunicações no Brasil. O projeto trata da regulamentação das comunicações eletrônicas, rádio e televisão no país, setor este regido pelo Código Brasileiro de Telecomunicações, e a regulamentação dos artigos de comunicação da Constituição Brasileira, como os que tratam da defesa de conteúdo nacional, diversidade regional e da produção independente. A campanha "Para Expressar a Liberdade" conta com o apoio de entidades de diversos setores da sociedade e de partidos políticos, incluindo o Movimento Negro, das mulheres, trabalhadores, trabalhadores agrícolas, movimento dos sem-terra, estudantes, jornalistas, blogueiros, radialistas e vários outros.
Em maio de 2013, a Comissão de Cultura da Câmara dos Deputados iniciou a discussão de uma proposta para a criação de um fundo de financiamento público e linhas de crédito especiais para as pequenas empresas do setor de mídia no Brasil – blogues inclusive.
A deputada federal Jandira Feghali, presidente da Comissão de Cultura, em 2013, disse:
| “ | Nossa intenção é sair com algum plano concreto de financiamento do Banco Nacional de Desenvolvimento Econômico e Social. A ideia é viabilizar a chamada mídia livre no Brasil. Notamos que há uma grande dificuldade dos blogues, rádios comunitárias e até mesmo da tevê pública em ter a sustentação financeira necessária para se manter no ar com qualidade, em um nível competitivo, e com possibilidade para se estruturar. É impossível se imaginar a pluralidade da informação sem esses veículos e entendemos que é o momento de os bancos públicos financiarem a democracia da comunicação no País. | ” |

## Mídia alternativa
No Brasil, exemplos de mídia alternativa podem ser traçados desde a época colonial, quando a imprensa era proibida pela Coroa Portuguesa mas mesmo assim eram produzidas folhas (manuscritas ou impressas artesanalmente) para circulação de ideias "conjuradas" (ou, como seriam chamadas mais tarde, "subversivas").
No Império, a imprensa alternativa floresceu, principalmente no Primeiro Reinado, com a publicação de um número incalculável de pasquins, panfletos e folhas avulsas que defendiam interesses dispersos e imediatos. Praticava-se mais a propaganda ideológica ou política do que o jornalismo. Tinham existência efêmera: logo depois de concretizadas suas causas ou atingidos seus objetivos, esses pasquins paravam de circular. Essas folhas eram mais frequentes em períodos de crise, como a pressão para a abdicação de D. Pedro I (1831), a maioridade de D. Pedro II (1840) e a proclamação da República (1889).
A ditadura de Getúlio Vargas também viu nascer uma nova leva de jornais da imprensa alternativa, como O Homem do Povo, de Oswald de Andrade e Pagu. Boa parte da mídia alternativa nessa época era ligada ao Partido Comunista Brasileiro, ou feita por simpatizantes socialistas.